# آرتور ایز
آرتور ایز یک تاجر نیجریه ای و همچنین مدیر عامل شرکت اطلس اورانتو پترولیوم است ، که در حال حاضر این شرکت به عنوان یکی از گسترده ترین شرکت های خصوصی در حوزه اکتشاف و تولید نفت در نیجریه می باشد. 